# Erythrocercus livingstonei
Erythrocercus livingstonei е вид птица от семейство Erythrocercidae.

## Разпространение
Видът е разпространен в Замбия, Зимбабве, Малави, Мозамбик и Танзания.